# Isoura fuscicollis
Isoura fuscicollis là một loài bướm đêm trong họ Erebidae.